# Reflektometrische Dünnschichtmessung
Die Reflektometrische Dünnschichtmessung ist ein Messverfahren, das auf den Prinzipien der Dünnschichtinterferenz beruht, und dazu dient, die Schichtdicke von dielektrischen Dünnschichten zu bestimmen. Außerdem kann aus den Daten der Brechungsindex des Materials gewonnen werden. Diese Informationen sind von zunehmender Bedeutung, da Dünnschichten heutzutage vielfach eingesetzt werden, z. B. bei Antireflexionsbeschichtungen, der Beschichtung von medizinischen Implantaten oder in der Solarindustrie.

## Theorie
Als Dünnschicht wird eine Materialschicht bezeichnet, deren zweidimensionale Ausdehnung um einige Größenordnungen höher als die Schichtdicke ist. Im Normalfall werden Dünnschichten mit einer Dicke im Nano- bis Mikrometerbereich verwendet. Einfallendes Licht wird an der Grenze Material–Umgebungsmedium (zumeist Luft) entweder reflektiert oder transmittiert; das transmittierte Licht wiederum trifft auf die Grenzfläche Dünnschicht–Substrat und wird hier wiederum reflektiert. Wie viel Licht hierbei reflektiert bzw. transmittiert wird, lässt sich mit Hilfe der Fresnel-Gleichungen bestimmen.
Zwischen den an den beiden Grenzflächen reflektierten Anteilen kommt es in der Folge zu konstruktiver bzw. destruktiver Interferenz. Diese ist dabei abhängig von der Schichtdicke {\displaystyle d}, dem Brechungsindex {\displaystyle n} des Materials sowie dem Einfallswinkel {\displaystyle \alpha } des Lichts. Außerdem kann es zu einer Phasenverschiebung um 180° bzw. π kommen.

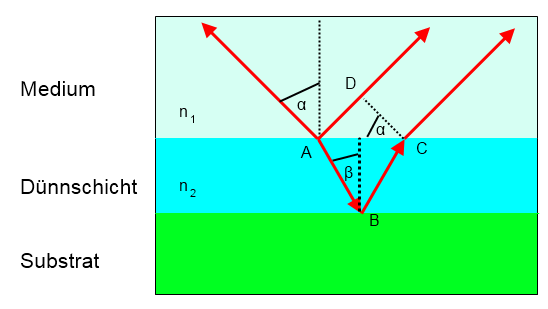
Strahlengang bei der Dünnschichtinterferenz

Der optische Weg (OPD) des einfallenden Lichts lässt sich anhand der Abbildung folgendermaßen berechnen:
{\displaystyle \mathrm {OPD} =n_{2}({\overline {\mathrm {AB} }}+{\overline {\mathrm {BC} }})-n_{1}({\overline {\mathrm {AD} }})}
sowie
{\displaystyle {\overline {\mathrm {AB} }}={\overline {\mathrm {BC} }}={\frac {d}{\cos(\beta )}}}
{\displaystyle {\overline {\mathrm {AD} }}=2d\tan(\beta )\sin(\alpha )}
Nach Snellius folgt
{\displaystyle n_{1}\sin(\alpha )=n_{2}\sin(\beta )}
und damit
{\displaystyle \mathrm {OPD} =n_{2}\left({\frac {2d}{\cos(\beta )}}\right)-2d\tan(\beta )n_{2}\sin(\beta )}
{\displaystyle \mathrm {OPD} =2n_{2}d\left({\frac {1-\sin ^{2}(\beta )}{\cos(\beta )}}\right)}
{\displaystyle \mathrm {OPD} =2n_{2}d\cos(\beta )}
Bei der reflektometrischen Schichtdickenmessung wird das Licht einer Weißlichtquelle senkrecht auf die zu messende Schicht gelenkt und mit Hilfe eines Spektrometers die Reflexion in Abhängigkeit von der Wellenlänge gemessen. Aus der obigen Gleichung ergibt sich mit {\displaystyle \cos(0^{\circ })=1}, dass nur für bestimmte Wellenlängen konstruktive Interferenz auftritt und diese Wellenlängen direkt abhängig sind von der Schichtdicke und dem Brechungsindex.
{\displaystyle \lambda ={\frac {2n_{2}d}{m}}}
So ergibt sich ein charakteristisches Oszillationsmuster, dessen Frequenz direkt von der Schichtdicke abhängt. Dieses Muster in der gemessenen Reflexion sei nun hergeleitet. Betrachtet man eine elektromagnetische Welle die auf eine Grenzfläche trifft, so wird sie teilweise reflektiert und transmittiert. Die transmittierte Welle trifft nun im Falle eines Dünnfilms wiederum auf eine Grenzfläche an der ebenfalls Transmission und Reflexion stattfinden. Dieser Vorgang wiederholt sich unendlich oft, wobei jedes Mal eine elektromagnetische Welle vom Dünnfilm reflektiert wird. Um dies mathematisch zu erfassen, sei die folgende Abbildung betrachtet, in der die ersten vier Reflexionsvorgänge illustriert sind. Die Einzelreflexionen können durch die folgenden vier Gleichungen beschrieben werden, wobei {\displaystyle E_{i,0}} die Amplitude des einfallenden elektrischen Feldvektors darstellt. Der Wellenvektor der reflektierten Wellen ist durch {\displaystyle {\vec {k_{r}}}}, der Ortsvektor durch {\displaystyle {\vec {r}}} und deren Kreisfrequenz ist durch {\displaystyle \omega } gegeben.
{\displaystyle {E}_{r,1}=r_{01}E_{i,0}e^{{\vec {k_{r}}}{\vec {r}}-\omega t}}   1. Reflexion
{\displaystyle {E}_{r,2}=t_{01}r_{12}t_{10}E_{i,0}e^{{\vec {k_{r}}}{\vec {r}}-\omega t}e^{i\delta }}   2. Reflexion
{\displaystyle {E}_{r,3}=t_{01}r_{12}r_{10}r_{12}t_{10}E_{i,0}e^{{\vec {k_{r}}}{\vec {r}}-\omega t}e^{i2\delta }}   3. Reflexion
{\displaystyle {E}_{r,4}=t_{01}r_{12}(r_{10}r_{12})^{2}t_{10}E_{i,0}e^{{\vec {k_{r}}}{\vec {r}}-\omega t}e^{i3\delta }}   4. Reflexion

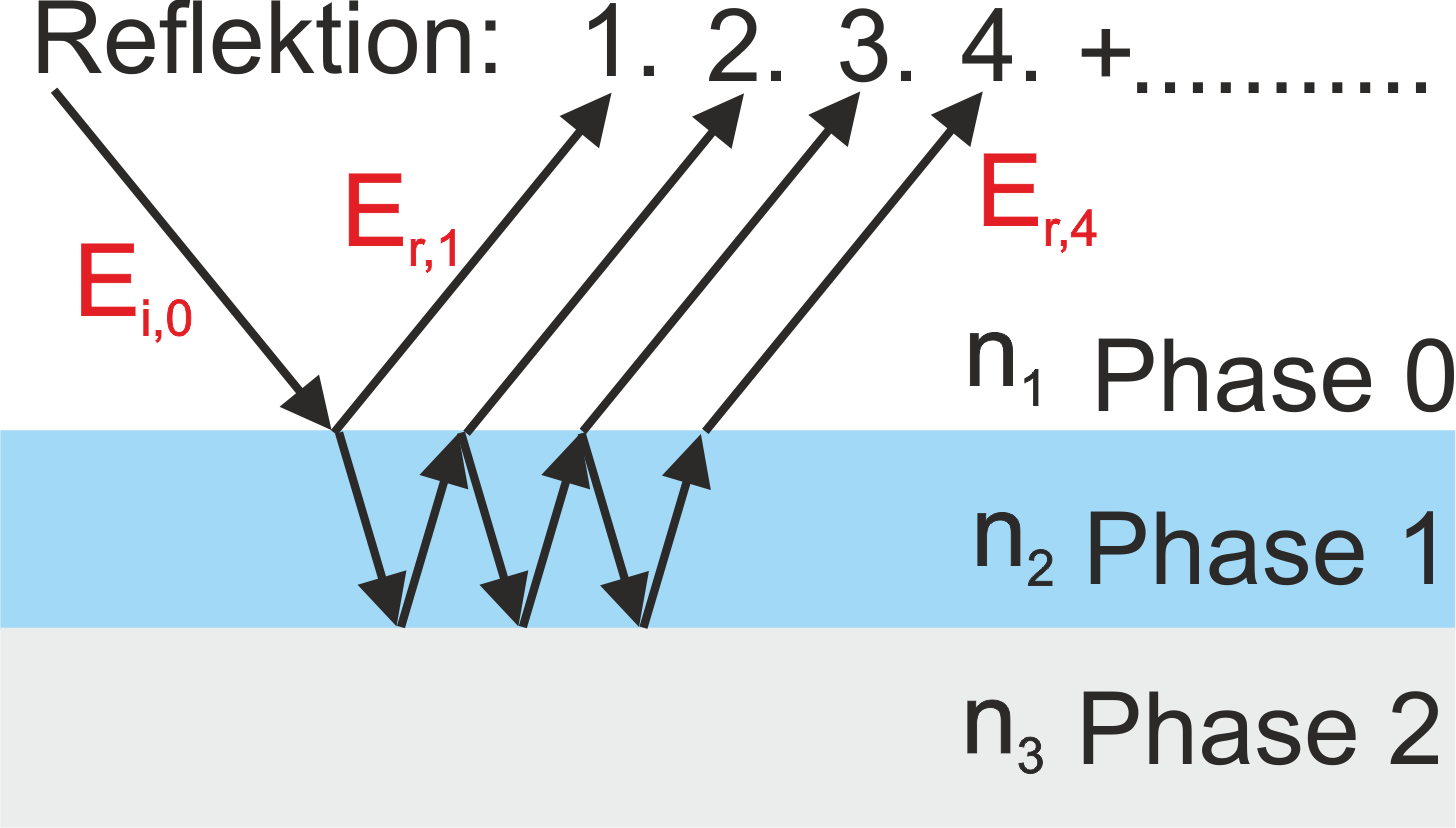
Strahlengang bei der Dünnschichtinterferenz

An jedem Interface wird die ursprüngliche Amplitude der einfallenden Welle gemäß der Fresnelschen Gleichungen vermindert. Dem wird durch die Reflexions- und Transmissionskoeffizienten, {\displaystyle r} und {\displaystyle t} Rechnung getragen. Die Subskripte bezeichnen die jeweilige Richtung. So steht der Koeffizient {\displaystyle r_{01}} für die Reflexion der einfallenden Welle an der 1. Grenzfläche. Man erhält somit Gleichungen für unendlich viele reflektierte Wellen {\displaystyle E_{r,n}}. Betrachtet man die vorgestellten 4 Gleichungen für die ersten vier Reflexionen so sieht man ein Muster. Die zweite reflektierte Welle resultiert aus einer Welle die erst an der ersten Grenzfläche transmittiert, an der zweiten reflektiert und schließlich an der ersten Grenzfläche wiederum transmittiert wird. Die resultierende Welle erfährt dabei auch eine Phasenverschiebung {\displaystyle \delta } wie im Exponentialterm zu sehen ist. Die Phasenverschiebung ergibt sich aus der Wellenzahl und der optischen Weglänge. Wenn es weiters zu einem Phasensprung {\displaystyle \Delta _{\text{phase}}} an einer Grenzfläche kommt, so muss auch dieser berücksichtigt werden. So ein Phasensprung tritt auf, wenn es zum Übergang von niedrigem zu hohem Brechungsindex kommt und hat stets einen Wert von {\displaystyle \pi }. Für weitere Details hierzu siehe Fresnel-Gleichungen. Zusammenfassend erhält man für die Phasenverschiebung:
{\displaystyle \delta ={\frac {4\pi n_{2}d\cos(\beta )}{\lambda }}+\Delta _{\text{phase}}}
Ab der dritten Welle kommt es zusätzlich zu zwei Reflexionen an der ersten und zweiten Grenzfläche, repräsentiert durch {\displaystyle r_{10}} und {\displaystyle r_{12}}. Weiters wird die Phasenverschiebung vervielfacht. Um nur die Verminderung der Reflexion zu betrachten, definiert man einen totalen Reflexionskoeffizienten {\displaystyle r_{\mathrm {tot} }}.
{\displaystyle r_{\mathrm {tot} }=r_{01}+t_{01}r_{12}t_{10}e^{i\delta }+t_{01}r_{12}r_{10}r_{12}t_{10}e^{i2\delta }+t_{01}r_{12}(r_{10}r_{12})^{2}t_{10}e^{i3\delta }+\dots }
{\displaystyle r_{\mathrm {tot} }=r_{01}+t_{01}r_{12}t_{10}e^{i\delta }\sum _{n=0}^{\infty }(r_{12}r_{10})^{n}e^{i\delta n}}
Da die Reflexionskoeffizienten in ihrem Betrag stets kleiner als eins sind, handelt es sich bei der Summe in der letzten Gleichung um eine geometrische Reihe. Somit kann der totale Reflexionskoeffizient wie folgt vereinfacht werden:
{\displaystyle r_{\mathrm {tot} }=r_{01}+{\frac {t_{01}r_{12}t_{10}e^{i\delta }}{1-r_{12}r_{10}e^{i\delta }}}}
Somit erhält man einen Ausdruck für die gesamte reflektierte Welle {\displaystyle E_{r}} an der ersten Grenzfläche. Der Ortsvektor wird hierbei als Nullvektor angesetzt. Weiters kann man aufgrund der Zeit-Reversibilität von Wellen (Stokes Relation) die beiden Transmissionskoeffizienten an der ersten Grenzfläche mit dem dementsprechenden Reflexionskoeffizienten als {\displaystyle t_{01}t_{10}=1-{r_{01}}^{2}} anschreiben.
{\displaystyle E_{r}=r_{\mathrm {tot} }E_{0}e^{i\omega t}={\frac {r_{01}+r_{12}e^{i\delta }}{1+r_{12}r_{01}e^{i\delta }}}E_{0}e^{i\omega t}}

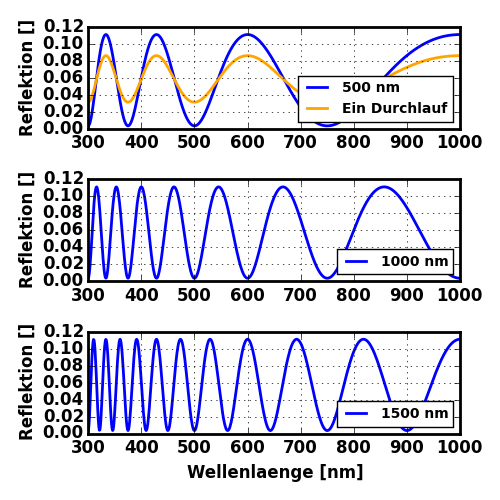
Reflektivität von Dünnfilmen mit unterschiedlicher Schichtdicke

Die Intensität einer elektromagnetischen Welle ist in Vakuum durch {\displaystyle I=0{,}5\epsilon _{0}cEE^{*}} gegeben. Hier ist {\displaystyle \epsilon _{0}} die Dielektrizitätskonstante von Vakuum, {\displaystyle c} die Lichtgeschwindigkeit und {\displaystyle E} und {\displaystyle E^{*}} die elektrische und komplex konjugierte elektrische Feldstärke. Wenn man nun die Phase null als Vakuum (oder näherungsweise Luft) annimmt so ergibt sich für die reflektierte Intensität.
{\displaystyle I_{r}=0{,}5\epsilon _{0}c{E_{0}}^{2}{\frac {{r_{01}}^{2}+{r_{12}}^{2}+2r_{01}r_{12}\cos(\delta )}{1+(r_{01}r_{12})^{2}+2r_{01}r_{12}\cos(\delta )}}}
Der Vorfaktor {\displaystyle 0{,}5\epsilon _{0}c{E_{0}}^{2}} kann als die Intensität der einfallenden Strahlung identifiziert werden. Dividiert man also die letzte Gleichung durch diesen Ausdruck, so erhält man den Reflexionsgrad {\displaystyle R}; also den prozentuellen Anteil des Lichts der vom Dünnfilmsystem wieder reflektiert wird:
{\displaystyle R={\frac {{r_{01}}^{2}+{r_{12}}^{2}+2r_{01}r_{12}\cos(\delta )}{1+(r_{01}r_{12})^{2}+2r_{01}r_{12}\cos(\delta )}}}
Im Bild rechts ist die ermittelte Reflexion für Dünnfilmsystem mit den Brechungsindizes 1, 1,5 und 2 in aufsteigender Reihenfolge ausgerechnet. Die jeweiligen Reflexionskoeffizienten wurden mit Hilfe der Fresnelschen Formeln ermittelt, wobei wie in der reflektometrischen Dünnschichtmessung angewendet, von einem senkrecht einfallendem Lichtstrahl ausgegangen wurde. Somit ist {\displaystyle \beta } Null und die Polarisation spielt für die Berechnung keine Rolle mehr. Man erkennt, dass sich die Anzahl der Minima und Maxima erhöht, wenn man die Schichtdicke des Dünnfilmes (Phase 2) von 500 nm auf 1500 nm erhöht. Weiters ist für den Fall eines 500 nm dicken Dünnfilms zusätzlich die Intensität geplottet, die nur von den ersten beiden reflektierten Wellen verursacht wird. Die Position der Minima und Maxima bleibt unverändert, wenn man alle Reflexionsvorgänge berücksichtigt. Jeder Reflexionsvorgang verstärkt aber den Effekt positiver oder destruktiver Interferenz.

## Auswertung der Messung

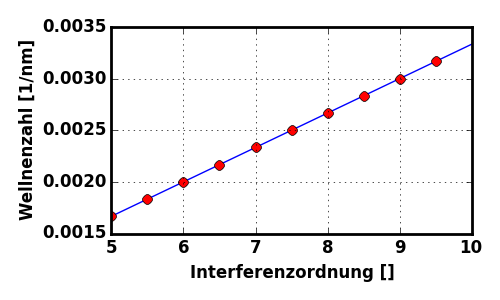
Auswertung der gemessenen Reflexion

In der Beschreibung des Messprinzips wurde gezeigt, dass man bei der Messung der Reflexion ein Signal mit Minima und Maxima abhängig von der Wellenlänge erhält. Die Position der Maxima der Reflektivität ist durch die optische Weglänge {\displaystyle OPD} sowie durch den Brechungsindex des Dünnfilmes gegeben. Plottet man die inverse Wellenlänge (Wellenzahl) als Funktion der Interferenzordnung {\displaystyle m} so erhält man Punkte, durch die man eine Gerade legen kann. Dies ist aus der im vorigen Kapitel abgeleiteten Gleichung für Interferenzmaxima ersichtlich.
{\displaystyle \lambda ={\frac {2n_{2}d}{m}}}
Für konstruktive Interferenz nimmt {\displaystyle m} den Wert ganzer Zahlen, für destruktive Interferenz nimmt {\displaystyle m} Vielfache von 0.5 an. Für die Auswertung werden beide Fälle zur Interferenzordnung zusammengefasst. Invertiert man die Bedingung für Interferenzminima und Maxima so erhält man:
{\displaystyle {\frac {1}{\lambda }}={\frac {m}{2n_{2}d}}}
Genau dieser Zusammenhang ist in der Abbildung rechts veranschaulicht. Als Steigung erhält man den Wert {\displaystyle {\frac {1}{2n_{2}d}}}. Kennt man den Brechungsindex des Dünnfilms {\displaystyle n_{2}}, so kann man dessen Dicke {\displaystyle d} berechnen bzw. bei Kenntnis der Schichtdicke kann man auf den Brechungsindex schließen. Hierbei handelt es sich um ein idealisiertes Beispiel. In der Realität hängt der Brechungsindex eines Materials mehr oder weniger stark von der Wellenlänge ab. Diesem Effekt muss gegebenenfalls Rechnung getragen werden, indem man die Messdaten mit komplizierteren Zusammenhängen fittet.